# Episodi di Cracked (prima stagione)
La prima stagione della serie televisiva Cracked è stata trasmessa sul canale canadese CBC dall'8 gennaio al 16 aprile 2013.
In Italia la serie è stata trasmessa, in anteprima assoluta, dal 5 gennaio al 16 febbraio 2014 dalla rete televisiva Giallo.
| nº | Titolo originale      | Titolo italiano       | Prima TV USA     | Prima TV in italiano |
| -- | --------------------- | --------------------- | ---------------- | -------------------- |
| 1  | How the Light Gets In | How the Light Gets In | 8 gennaio 2013   | 5 gennaio 2014       |
| 2  | Fallen                | Fallen                | 15 gennaio 2013  | 5 gennaio 2014       |
| 3  | What We Can't See     | What We Can't See     | 22 gennaio 2013  | 12 gennaio 2014      |
| 4  | White Knight          | White Knight          | 29 gennaio 2013  | 12 gennaio 2014      |
| 5  | No Traveler Returns   | No Traveler Returns   | 5 febbraio 2013  | 19 gennaio 2014      |
| 6  | Spirited Away         | Spirited Away         | 12 febbraio 2013 | 19 gennaio 2014      |
| 7  | Rocket Man            | Rocket Man            | 19 febbraio 2013 | 26 gennaio 2014      |
| 8  | The Thump Parade      | The Thump Parade      | 26 febbraio 2013 | 26 gennaio 2014      |
| 9  | Cherry Blossoms       | Cherry Blossoms       | 19 marzo 2013    | 2 febbraio 2014      |
| 10 | Inquest               | Inquest               | 26 marzo 2013    | 2 febbraio 2014      |
| 11 | Night Terrors         | Night Terrors         | 2 aprile 2013    | 11 febbraio 2014     |
| 12 | Old Soldiers          | Old Soldiers          | 9 aprile 2013    | 11 febbraio 2014     |
| 13 | The Light in Black    | The Light in Black    | 16 aprile 2013   | 16 febbraio 2014     |